# Garden Farms
Garden Farms – jednostka osadnicza w Stanach Zjednoczonych, w stanie Kalifornia, w hrabstwie San Luis Obispo.